# Michal Horák
Michal Horák (* 10. září 1987 v Kolíně, Československo) je český zápasník – judista a olympionik. Členem seniorské judistické reprezentace je s přestávkami od roku 2008.

## Osobní život
Je zaměstnancem Ministerstvo školství, mládeže a tělovýchovy. Po celou sportovní kariéru reprezentuje klub USK Praha. Jako student vysoké školy PALESTRA se dvakrát účastnil univerziády.

## Sportovní kariéra
S judem začínal v 6 letech v rodném Kolíně pod vedením Josefa Musila a sambisty Igora Šašurina, který nejvíce ovlivnil jeho zápasnickou techniku. Se studiem střední školy se přesunul do Nového Bydžova, kde se připravoval pod vedením Jaroslava Hnáta. Od roku 2008 působí v Praze v klubu USK Praha, odkud se dostal do seniorské reprezentace. Jeho osobním trenérem je Jaromír Lauer. V reprezentaci spolupracuje s Petrem Lacinou. Jeho osobní technikou (tokui-waza) je sumi-gaeši a tani-otoši. Jeho předností je boj na zemi (ne-waza).
První roky své sportovní kariéry se pohyboval v nižším evropském poháru, ve kterém stál několikrát na stupních vítězů. Výkonnostní progres zaznamenal v roce 2011 jako sparringpartner Lukáše Krpálka. V olympijském roce 2012 byl členem české olympijské výpravy jako Krpálkův sparringpartner. V roce 2013 prožil životní sezonu, kdy si v polotěžké váze připsal skalp velkých jmen a především vyhrál turnaj grand prix v mongolském Ulánbátaru. Od roku 2014 s vidinou startu na olympijských hrách zápasil (pral se) v těžké váze, ve které patřil k širší evropské špičce. V roce 2015 poctivě sbíral body na slabě obsazených turnajích a do olympijského roku 2016 šel s reálnou šancí kvalifikovat se na olympijské hry v Riu. Olympijská sezona ho však nezastihla v optimální formě, na žádném turnaji výrazně nebodoval a na olympijské hry se přímo nekvalifikoval.

### Úspěchy v světovém poháru
- 2013 - vítězství (Ulánbátar), 2. místo (Rijeka)
- 2015 - 4× 3. místo (Santiago, Motevideo, Buenos Aires, Minsk)
- 2016 - 3. místo (Lima)

## Výsledky
| Turnaj             | 2012 | 2013 | 2014       | 2015       | 2016       |
| Turnaj             | 25   | 26   | 27         | 28         | 29         |
| Turnaj             |      |      | těžká váha | těžká váha | těžká váha |
| ------------------ | ---- | ---- | ---------- | ---------- | ---------- |
| Mistrovství světa  |      | úč.  | úč.        | úč.        |            |
| Evropské hry       |      |      |            | úč.        |            |
| Mistrovství Evropy | úč.  | úč.  | —          | úč.        | úč.        |